# Tabanus pallidescens
Tabanus pallidescens är en tvåvingeart som beskrevs av Philip 1936. Tabanus pallidescens ingår i släktet Tabanus och familjen bromsar. Inga underarter finns listade i Catalogue of Life.